# بخش ساماسیپور
بخش ساماسیپور (به انگلیسی: Samastipur district) یک منطقهٔ مسکونی در هند است که در بخش دربهنگا واقع شده‌است. بخش ساماسیپور ۲٬۹۰۴ کیلومتر مربع مساحت و ۴٬۲۶۱٬۵۶۶ نفر جمعیت دارد.